# Gerhard Wietek
Gerhard Wietek (* 23. Juni 1923 in Tscherbeney bei Bad Kudowa, Landkreis Glatz, Provinz Niederschlesien; † 28. Mai 2012 in Hamburg) war ein deutscher Kunsthistoriker und Landesmuseumsdirektor von Schleswig-Holstein. Sein wissenschaftliches Wirken galt überwiegend der Malerei Norddeutschlands und dem deutschen Expressionismus. Zahlreiche seiner Publikationen beschäftigen sich mit dem Werk des Expressionisten Karl Schmidt-Rottluff.

## Leben
Nach dem Abitur 1941 an der Graf-Götzen-Oberschule in der Kreisstadt Glatz wurde Gerhard Wietek zunächst zum Arbeitsdienst und anschließend zum Kriegsdienst einberufen, aus dem er nach zwei Jahren wegen einer schweren Verwundung entlassen werden musste. Im Wintersemester 1944/45 begann er ein Studium der Medizin an der Universität Rostock. Im Februar 1945 floh er aus seiner Heimat über Prag nach Westdeutschland. Ab dem Wintersemester 1945/46 setzte er an der Universität Kiel das Medizinstudium fort, musste es jedoch wegen der Folgen der Kriegsverletzung aufgeben. Ab dem Sommersemester 1946 studierte er – ebenfalls an der Universität Kiel – Kunstgeschichte, Literatur, Geschichte, und Philosophie. Nach vier Semestern setzte er das Studium an der Universität Erlangen fort. Anschließend war er Doktorand am Kunsthistorischen Institut der Universität Kiel. Für die Dissertation führte er u. a. eine Studienreise nach Italien und einen mehrwöchigen Forschungsaufenthalt am Goethe-Nationalmuseum Weimar durch. 1951 promovierte er bei Richard Sedlmaier mit der Arbeit „Goethes Verhältnis zur Architektur“ zum Dr. phil. Die Dissertation befand sich 1959 beim Insel-Verlag in Leipzig bereits im Druck. Wegen der Verschärfung des politischen Klimas wurde die Veröffentlichung jedoch verweigert; der entsprechende Antrag wurde am 23. Juni 1960 durch das DDR-Ministerium für Kultur endgültig abgelehnt.
Nach einem Volontariat am Schleswig-Holsteinischen Landesmuseum auf Schloss Gottorf begann Gerhard Wietek 1954 seine Museumslaufbahn am Germanischen Nationalmuseum in Nürnberg. Ein Jahr später wurde er an das Niedersächsische Landesmuseum für Kunst und Kulturgeschichte in Oldenburg berufen. Als dessen Kustos veröffentlichte er 1956 eine Monografie über das Oldenburger Land. Ebenfalls 1956 begegnete er im Blauen Haus in Hofheim am Taunus der Malerin und Kunstsammlerin Hanna Bekker vom Rath erstmals Karl Schmidt-Rottluff.
1957 kuratierte Gerhard Wietek für den Oldenburger Kunstverein die bahnbrechende Ausstellung „Maler der Brücke in Dangast von 1907 bis 1912“, in der u. a. Werke von Karl Schmidt-Rottluff, Erich Heckel, Max Pechstein und Emma Ritter gezeigt wurden. Die Ausstellung, mit der auch die kunstgeschichtliche Bedeutung des Nordseebades Dangast gezeigt werden konnte, trug wesentlich zur nachfolgenden Forschung über die Künstlergruppe Die Brücke bei.
1959 wurde Wietek als Nachfolger von Günther Grundmann Direktor des Altonaer Museums in Hamburg, an dem er umfangreiche Aufbauarbeit leistete, die auch die deutsch-dänische Vergangenheit Altonas sowie die Beziehungen der Expressionisten nach Hamburg und Schleswig-Holstein umfasste. Am Altonaer Museum befindet sich auch die von ihm zusammengetragene Sammlung gemalter Künstlerpostkarten der Klassischen Moderne.
1977 wurde Wietek „in Anerkennung seiner für Schleswig-Holstein besonders bedeutsamen Verdienste um die wissenschaftliche Erforschung der norddeutschen Kunstgeschichte und Volkskunde sowie um die lebende Darstellung des Kulturlebens im norddeutschen Raum“ mit der Ehrenprofessur des Landes Schleswig-Holstein ausgezeichnet.
1978 wurde er zum Landesmuseumsdirektor des Landes Schleswig-Holstein berufen. Zugleich übernahm er die Leitung des Landesmuseums auf Schloss Gottorf. Im selben Jahr wurde ihm der Georg-Dehio-Kulturpreis verliehen. 1996 erhielt er für seine Verdienste die Ehrengabe der Oldenburgischen Landschaft, die 2003 den Briefwechsel zwischen der Expressionistin Emma Ritter und Gerhard Wietek veröffentlichte. 1998 gab der „Freundeskreis Schloss Gottorf“ eine Bibliografie mit Wieteks Veröffentlichungen und Ausstellungskatalogen heraus. Während seiner Tätigkeit als Landesmuseumsdirektor Schleswig-Holsteins wurden acht Museen neu begründet.
Besondere Verdienste erwarb er sich um den Maler Georg Tappert, über den er 1980 eine umfassende Monografie mit dem Werkverzeichnis der Gemälde und 1996 ein Werkverzeichnis seiner Druckgrafik vorlegte. 2002 gelang es ihm, die „Georg-Tappert-Stiftung“ mit über 250 Gemälden und rund 5000 Zeichnungen zu begründen und an das Landesmuseum für Kunst und Kulturgeschichte anzugliedern. 1990 gab er den Briefwechsel zwischen Franz Radziwill und dem Hamburger Kunsthistoriker Wilhelm Niemeyer heraus. Leben und Werk der Hamburger Kunsthistorikerin und -sammlerin Rosa Schapire wurden von ihm wiederentdeckt und publiziert.
Seit 1972 war Gerhard Wietek Mitglied der Sektion Literatur der Hamburger Freien Akademie der Künste. In Anerkennung seiner Verdienste um die 1985 durchgeführte Tagung „Skandinavien und der deutsche Expressionismus“ verlieh ihm die dänische Königin Margrethe II. den Dannebrogorden.
Gerhard Wietek starb am 28. Mai 2012 in Hamburg. Aus seinem Nachlass erhielt das Niedersächsische Landesmuseum in Oldenburg 2013 eine Schenkung von mehr als 750 Autographen und anderen Schriftstücken. Die Schenkung umfasst u. a. Künstlerkorrespondenzen aus den Jahren 1908 bis 1965, unter diesen etwa 450 Briefe und Postkarten von Karl Schmidt-Rottluff sowie Briefe der in Vechta geborenen Malerin Emma Ritter, die aus einer in Oldenburg und Eutin ansässigen Familie stammte. Der schriftliche Nachlass wurde dem Deutschen Kunstarchiv im Germanischen Nationalmuseum übergeben.

## Schriften (Auswahl)
- Goethes Verhältnis zur Architektur, Dissertation, Kiel 1951.
- Maler der Brücke. Farbige Kartengrüße an Rosa Schapire von Erich Heckel, Ernst Ludwig Kirchner, Max Pechstein, Karl-Schmidt-Rottluff. Insel-Verlag, Wiesbaden 1958.
- Dr. phil. Rosa Schapire. In: Jahrbuch der Hamburger Kunstsammlungen, Band 9, 1964, S. 116–160.
- Hrsg.: Oldenburger Land. Aufnahmen von Lothar Klimek. Deutscher Kunstverlag, München 1974, ISBN 3-422-00092-5.
- Hrsg.: Deutsche Künstlerkolonien und Künstlerorte. Thiemig, München 1976, ISBN 3-521-04061-5.
- Gemalte Künstlerpost: Karten und Briefe deutscher Künstler aus dem 20. Jahrhundert, München 1977.
- Georg Tappert, 1880–1957. Ein Wegbereiter der Deutschen Moderne. München 1980.
- C. F. Hansen und seine Bauten in Schleswig-Holstein. Neumünster 1982.
- Begegnungen mit Kunst und Künstlern. Neumünster 1983.
- Karl Schmidt-Rottluff. Meisterwerke der Graphik aus Hamburger Sammlungen. Hamburg 1984.
- Karl Schmidt-Rottluff in Hamburg und Schleswig-Holstein. Neumünster 1984.
- Hrsg.: Symposium Skandinavien und der deutsche Expressionismus: Referate, Diskussionsbeiträge. Schleswig 1984.
- mit Jan Dress: Der Kreuzstall, ein neues Museum für die Kunst des 20. Jahrhunderts; Wachholtz Verlag, Neumünster 1985.
- 200 Jahre Malerei im Oldenburger Land. Oldenburg 1986.
- Georg Tappert – Expressionistische Graphik. Ausstellungskatalog Hamburg 1987.
- Franz Radziwill – Wilhelm Niemeyer, Dokumente einer Freundschaft. Oldenburg 1990.
- Schmidt-Rottluff. Oldenburger Jahre 1907–1912. Mainz 1995.
- Karl Schmidt-Rottluff. Zeichnungen auf Postkarten. Wienand, Köln 2010, ISBN 978-3-86832-010-7.

### Werkverzeichnisse (Auswahl)
- Georg Tappert. Werkverzeichnis der Druckgraphik. Wienand, Köln 1996.
- Karl Schmidt-Rottluff. Plastik und Kunsthandwerk; Werkverzeichnis. Hirmer, München 2001.

### Ausstellungskataloge (Auswahl)
- Maler der Brücke in Dangast 1907 – 1912. Sonderausstellung des Oldenburger Kunstvereins, 2. Juni 1957 bis 30. Juni 1957.
- Maler auf Amrum. Ausstellung April – Mai 1965, Altonaer Museum, Hamburg 1965.
- Persönlichkeit und Deutung: Ernst Günter Hansing, Porträts 1956 – 1977; Ausstellung vom 12. Januar bis 3. März 1978, Hamburg.
- Erich Heckel 1883 – 1970. Das Menschenbild in der Grafik. Ausstellung im BAT-Haus im Hamburg, 18. Januar bis 9. März 1979.
- Karl Schmidt-Rottluff zum 100. Geburtstag; Meisterwerke der Graphik aus Hamburger Sammlungen; Hamburg 1984.
- Schmidt-Rottluff – Aquarelle aus den Jahren 1909 bis 1969, 13. Juni bis 10. August 1974, Altonaer Museum Hamburg sowie
- Gemälde, Landschaften aus 7 Jahrzehnten, 14. Juni bis 1. Sept. 1974, Altonaer Museum Hamburg.
- Georg Tappert – expressionistische Graphik; Hamburg, 30. Januar bis 10. April 1987.